# Aura Battler Dunbine
Aura Battler Dunbine (聖戦士ダンバイン Seisenshi Dambain?, lit. Guerrero Sagrado Dunbine) es una serie de anime creada por Yoshiyuki Tomino y producida por los Estudios Sunrise. Dunbine está ambientada en un lugar llamado Byston Well, un mundo paralelo parecido a los campos medievales europeos con reinos gobernados por monarcas en castillos, ejércitos de paladines cabalgando unicornios y pequeños seres alados llamados Ferario ofreciendo su ayuda o causando problemas dependiendo de su estado de animo.
El eje central de la serie son los Aura Battlers, unos robots de combate con forma de insecto utilizados por la población de Byston Well para luchar sus guerras. Estos robots de combate funcionan gracias a una poderosa fuente de energía llamada "aura" o "Energía Vital". Algunas personas tienen un Aura tan fuerte que son capaces de hacer funcionar a estos robots, actuando como una fuente de alimentación para los mismos. Estas personas son conocidas como Guerreros Aura.
La serie fue emitida a través de la cadena de televisión Nagoya TV desde el 5 de febrero de 1983 al 21 de enero de 1984 contando con 49 episodios. Posteriormente, se realizó un OVA de tres episodios titulado, New Story of Aura Battler Dunbine (también conocida como The Tale of Neo Byston Well) publicado en 1988.
En 2003, la serie fue doblada al inglés por ADV Films y se lanzó en formato DVD conjuntamente con la versión original en japonés.

## Argumento
El protagonista de la serie es un joven llamado Shō Zama. Este va a parar a Byston Well después de sufrir un accidente de tránsito con uno de sus rivales. Byston Well se encuentra en otra dimensión ubicada entre la tierra y el mar, llena de dragones, castillos, caballeros, reyes y poderosos robots de combate llamados Aura Battlers. Cuando Shō descubre que tiene un aura muy poderosa, es adentrado al conflicto de Byston Well como el piloto del Dunbine.

## Personajes
Shō Zama (Shigeru Nakahara): Shō es el joven protagonista de la serie. Antes de llegar a Byston Well, Shō vivía en Tokio y disfrutaba de las carreras de motocicletas. Una noche mientras conducía su motocicleta por la ciudad, sufre un accidente que lo teletransporta al mundo paralelo de Byston Well para servir como piloto bajo las órdenes del caudillo Drake Luft. Prontamente, Shō descubre los malvados motivos de Drake Luft y decide cambiar de bando uniéndose al ejército de Nie Given para luchar contra las fuerzas de Luft. Con el tiempo, los poderes de Shō se incrementan, pero su control sobre ellos disminuye. Durante la serie, Shō regresa a la Tierra dos veces, pero experimenta una relación disfuncional con sus padres, pues estos creen que él es un impostor (sus padres lo dieron por muerto después del "accidente" que lo transportó a Byston Well). Para complicar las cosas, Shō se enamora de Marvel, sin embargo, el pavor de la guerra y el estrés de la misma le impiden concretar su relación.
Marvel Frozen (Mika Doi): es una atractiva muchacha cuyos millonarios padres poseen un vasto rancho cerca de Dallas, Texas. Marvel también fue teletransportada a Byston Well para luchar bajo órdenes de Drake Luft, pero ahora trabaja para Nie Given con el objetivo de derrocar a Luft. En un principio ella y Shō Zama son enemigos, pero pronto se alía a ella después que la casa de Luft ataca a la casa de Given, ataque en el que la madre de Nie es asesinada. Sus habilidades de combate son tan buenas como las de Shō, pero sus poderes de aura son débiles. Cuando los ferario envían a los ejércitos de Byston Well a la tierra, Marvel se toma un tiempo para reconciliarse con sus padres e incluso pasa unos días en Hawaii con Shō. En principio estaba interesada en Nie, pero después se enamora de Shō. Ella desea que el admita los sentimientos que él tiene por ella.
Cham Huau (Maria Kawamura): Es un hada que siempre acompaña a Shō. Cham es el termómetro emocional del grupo y a menudo se muestra más sensible a las tensiones del momento. Ella siempre le da ánimos a Shō y lo defiende vigorosamente de enemigos y detractores.

## Producción
Yoshiyuki Tomino dirigió la serie basándose en una novela de su autoría llamada "The Wings of Rean". Sin embargo, la novela no cuenta con los Robots Aura Battlers. Estos fueron incluidos en la serie debido a la insistencia de los patrocinadores Clover y Bandai. La serie fue extendida con varios modelos a escala, juguetes OVAs y producciones paralelas. Los Aura Battlers fueron diseñados por Kazutaka Miyatake.

## Música
Tema de Apertura"Dunbine Tobu" (ダンバイン とぶ Danbain Tobu?, "Vuela, Dunbine") interpretada por MIO
Tema de Clausura"Mieru Darō Byston Well" (みえるだろうバイストン・ウェル Mieru Darō Baisuton Weru?, "¿Puedes ver a Byston Well?") interpretada por MIO
Insertos"Ao no Speech Balloon" (青のスピーチ・バルーン Ao no Supīchi Barūn?, "Globos de Lenguaje Azul") interpretada por Hiromi Koide
"Mizuiro no Kagayaki" (水色の輝き?  "Resplandor de la luz azul") interpretada por Hiromi Koide

## Apariciones en otros medios

### Super Robot Wars
Personajes, robots y elementos de la trama de Dunbine han hecho aparición en varios juegos de la serie Super Robot Wars de Banpresto; sobre todo en sus "primeras" entregas. Banpresto ha incluido a Dunbine en varias series derivadas como Super Robot Wars Alpha y Super Robot Wars Impact. Sin embargo, Dunbine ha hecho muy pocas apariciones en series posteriores.

### Another Century's Episode
Los robots de Dunbine también han hecho aparición en la serie Another Century's Episode. En la primera secuela de la serie, Another Century's Episode 2, se incluyen mucho más robots de Dunbine en comparación con el primer juego y tienen una amplia participación en la trama del mismo. Shō y Marvel, pilotos del Bilbine y Dunbine respectivamente, pueden hacer juntos un ataque especial. En Another Century's Episode 3, los robots de Dunbine pueden seleccionarlos, pero estos no tienen mucha participación en la trama; Bilbine comparte una combinación de ataques con Nanajin de The Wings of Rean, una serie mecha que también está ambientada en Byston Well.

## Videojuegos
Los primeros tres videojuegos fueron producidos por la compañía Family Soft para la MSX. El juego del año 2000 fue producido por Bandai para la consola PlayStation.
- Seisenshi Dunbine (1991)
- Seisenshi Dunbine: Shou (1992)
- Seisenshi Dunbine: Shita (1992)
- Aura Battler Dunbine (2000)